# Edificio viviendas Paseo de Sagasta, 37
El edificio de viviendas del paseo de Sagasta, 37, (Zaragoza) es un conjunto de viviendas ubicadas en el Paseo de Sagasta nº 37. Se trata de un diseño dentro de la eclecticismo de influencia vienesa (del Secesión de Viena). Destaca en la fachada del edificio el trabajo de forja de las puertas y balcones. Forma parte de los BIC de la provincia de la ciudad de Zaragoza. Fue declarado BIC el 19 de febrero de 2002 con el número RI-51-0010963.

## Historia

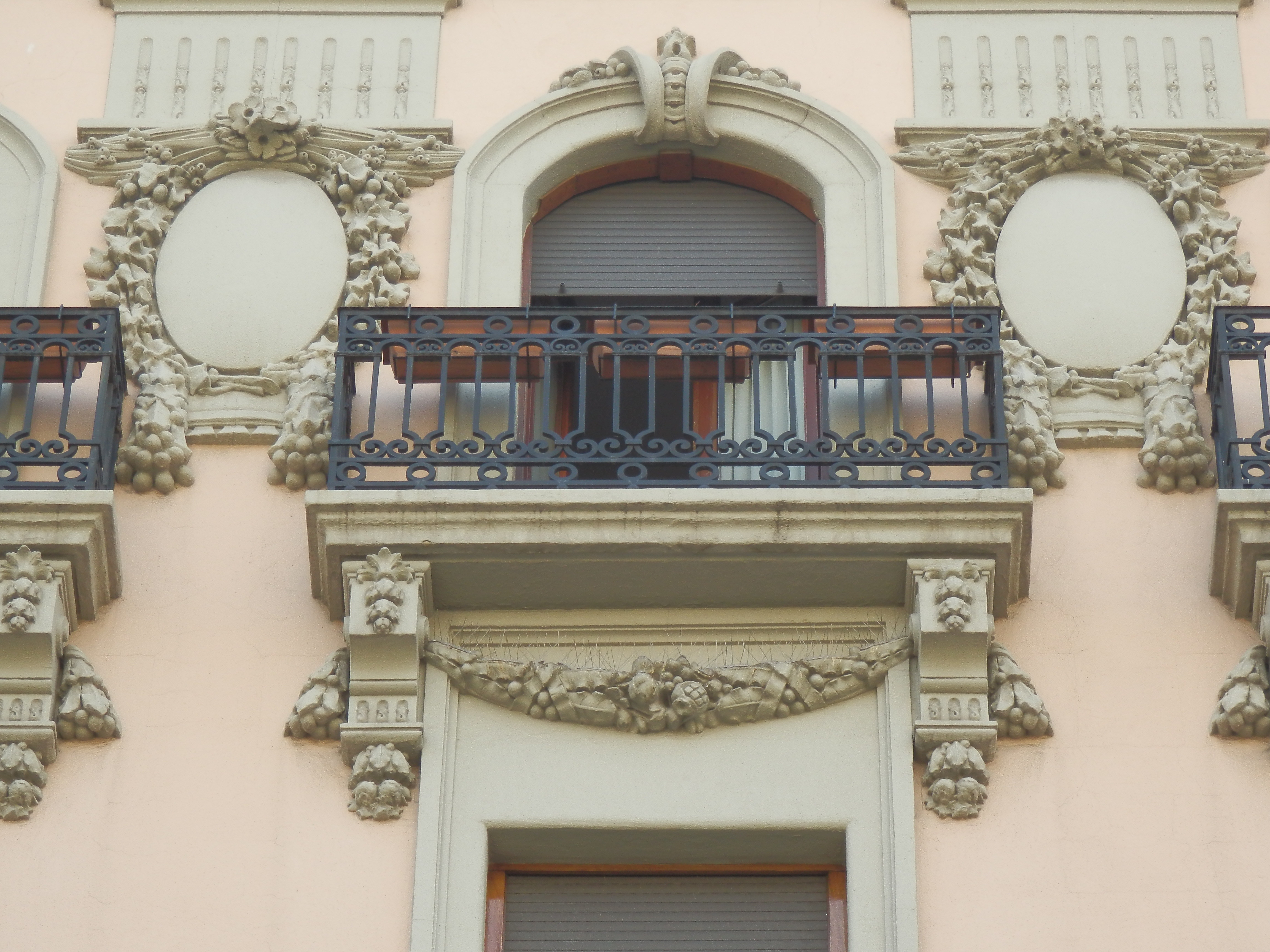
Edificio de viviendas del Paseo de Sagasta, 37, Zaragoza, España

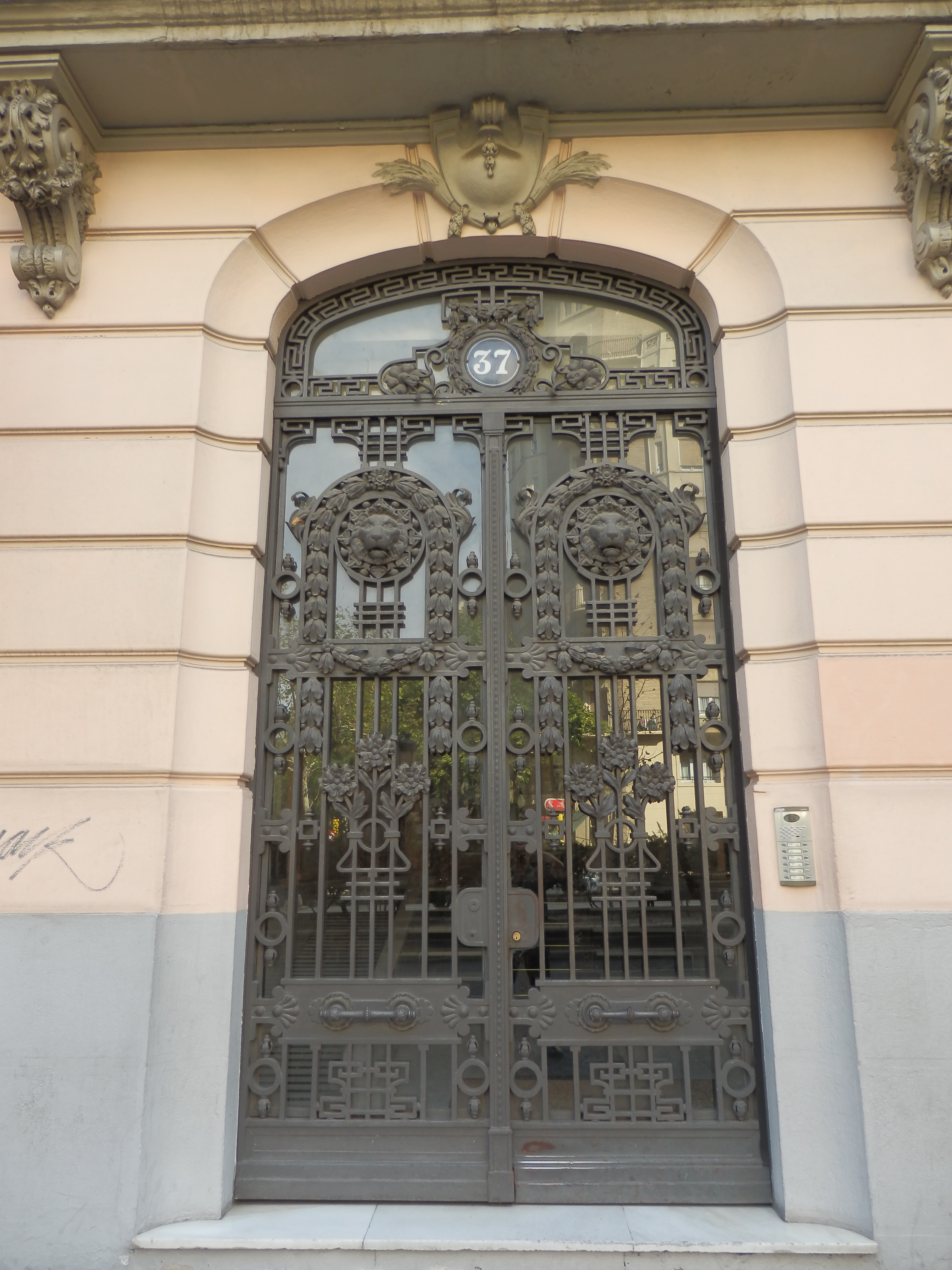
Edificio de viviendas del Paseo de Sagasta, 37, Zaragoza, España

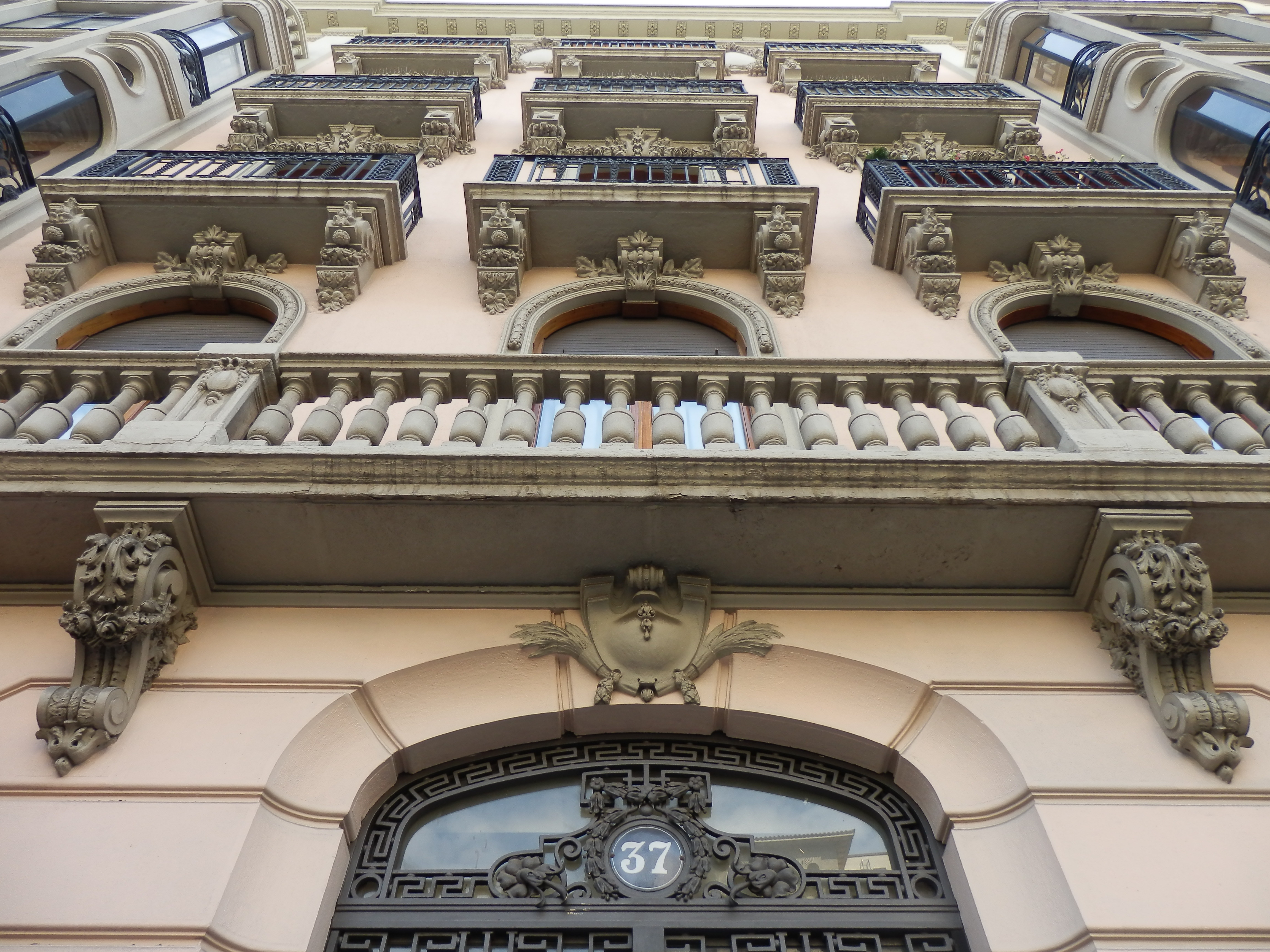
Edificio de viviendas del Paseo de Sagasta, 37, Zaragoza, España

En 1910 el arquitecto Antonio Palacios Ramilo proyectó este edificio de viviendas para Gregorio Ginés. Entre 1987 y 1989 fue rehabilitado e incorporó al espacio de viviendas la parte inicialmente destinada a garaje y jardín. Está construido entre medianerías y consta de sótano y 6 plantas (bajo, 4 plantas y ático abuhardillado). La distribución original tenía dos viviendas asimétricas por planta.
La fachada es jerarquizada y simétrica. Está ordenada de forma sencilla partiendo de dos cuerpos de miradores de fábrica en los extremos. En el centro se disponen tres ejes de vanos abalconados con distinto tratamiento formal y ornamental en cada planta. El edificio se remana en el ático retranqueado que avanza hasta la fachada en los extremos en dos cuerpos con mansardas en el faldón de cubierta. Se utiliza despiece de hiladas en la planta baja concebida como basamento compositivo del conjunto y en ella se abren cinco vanos en arco carpanel, de mayor luz al central que acoge la puerta de acceso a la finca.